# Klubi Sportiv Shkumbini Peqin
El Klubi Sportiv Shkumbini es un club de fútbol de Albania, de la ciudad de Peqin en el Distrito de Peqin. Fue fundado en 1924 y juega en la Kategoria e Dytë.

## Historia
El club es fundado en 1924. Entre los años 1951 y 1958 es conocido como Puna Peqin.

## Uniforme
- Uniforme titular: Camiseta y pantalón celeste, medias blancas.
- Uniforme alternativo: Camiseta, pantalón y medias blancas.

## Entrenadores desde el 2008
- Gugash Magani (agosto de 2008–agosto de 2009)
- Kristaq Mile (septiembre de 2009–diciembre de 2009)
- Përparim Daiu (diciembre de 2009–junio de 2010)
- Mirel Josa (junio de 2010–agosto de 2010)
- Agim Canaj (septiembre de 2010–diciembre de 2010)
- Përparim Daiu (diciembre de 2010–marzo de 2011)
- Kristaq Mile (marzo de 2011–junio de 2012)
- Gugash Magani (julio de 2012–diciembre de 2012)
- Kristaq Mile (enero de 2013-)